# Antracyt Chrestiwka
Antracyt Chrestiwka (ukr. Футбольний клуб «Антрацит» Хрестівка, Futbolnyj Kłub "Antracyt" Chrestiwka) – ukraiński klub piłkarski z siedzibą w Chrestiwce, w obwodzie donieckim.
W latach 1992–1993 występował w rozgrywkach ukraińskiej Przejściowej Lihi.

## Historia
Chronologia nazw:
- 19??—1992: Antracyt Kirowśke (ukr. «Антрацит» Кіровське)
- 1992: Hirnyk Hirne (ukr. «Гірник» Гірне)
- 1993—2016: Antracyt Kirowśke (ukr. «Антрацит» Кіровське)
- 2016—...: Antracyt Chrestiwka (ukr. «Антрацит» Хрестівка)

Drużyna piłkarska Antracyt Kirowśke została założona w mieście Kirowśke w XX wieku. Zespół występował w rozgrywkach mistrzostw i Pucharu obwodu donieckiego.
Od początku rozgrywek w niezależnej Ukrainie klub w 1992 debiutował w rozgrywkach Przejściowej Lihi, w której zajął 8. miejsce. Po zakończeniu sezonu latem 1992 przeniósł się do miejscowości Hirne i zmienił nazwę na Hirnyk Hirne. Po rundzie jesiennej sezonu 1992/93 powrócił do Kirowśkego i przywrócił nazwę Antracyt Kirowśke. Zajął wysokie 3. miejsce, ale przed rozpoczęciem nowego sezonu zrezygnował z dalszych występów na szczeblu profesjonalnym.
Obecnie jako drużyna amatorska kontynuuje występy w rozgrywkach Mistrzostw i Pucharu obwodu.
W maju 2016 w związku ze zmianą nazwy miasta na Chrestiwka zmienił nazwę klubu na Antracyt Chrestiwka.

## Sukcesy
- Przejściowa Liha:

8. miejsce: 1992